# Vanessa Ray
Vanessa Ray   (Livermore, 24 de juny de 1981) nom artistic de Vanessa Ray Liptak és una actriu nord-americana, més coneguda per haver interpretat a Teri Ciccone a la sèrie As the World Turns, a CeCe Drake a la sèrie Pretty Little Liars, a Eddie Janko a la sèrie Blue Bloods i Jenny Griffith a Suits. En els darrers anys s'ha convertit en una actriu reconeguda pel públic juvenil.

## Biografia
És filla de James i Valerie Liptak, i té un germà.
És bona amiga de les actrius Sasha Pieterse, Kelly Sullivan i de l'actor Will Estes.
El 8 de gener del 2003, es va casar amb l'actor Derek James Baynham; no obstant això, el matrimoni es va acabar. Va començar a sortir amb el músic Landon Beard el març del 2015; la parella va anunciar que s'havia compromès després de sis anys i al juny de 2015 es van casar.

## Carrera
En 2009 es va unir a l'elenc principal de la sèrie As The World Turns, on va interpretar a Teri Ciccone fins al final de la sèrie en 2010.
El 2012 es va unir a l'elenc recurrent de la sèrie Pretty Little Liars, on va donar vida a la villana principal, CeCe Drake, fins al 2017. L'agost del 2015, va ser premiada amb el premi 'millor villano' per la seva actuació com a Big A a Pretty Little Liars que va ser catalogada com a «brillant [i] digna d'aplaudir». El 2013 es va unir a l'elenc de la sèrie Blue Bloods, on interpreta l'oficial Edit "Eddie" Janko fins ara.

## Filmografia

### Cinema
| Any  | Títol                          | Rol            | Notes        |
| ---- | ------------------------------ | -------------- | ------------ |
| 2003 | The Sparky Chronicles: The Map | Chris          |              |
| 2004 | Is He. .                       | Steph          | Curtmetratge |
| 2008 | Finding Chance                 | Katrina        |              |
| 2010 | Nice Guy Johnny                | Millor amiga   |              |
| 2011 | Trust Me                       | Núvia          |              |
| 2012 | Not Waving But Drowning        | Adele          |              |
| 2012 | Frances Ha                     | Random Girl #2 |              |
| 2012 | The Last Day of August         | Phoebe         |              |
| 2013 | Mutual Friends                 | Lucy           |              |
| 2013 | Wisdom Teeth                   |                |              |
| 2014 | Devil's Due                    | Suzie          |              |
| 2014 | Are You Joking?                | Haley Lusky    |              |
| 2015 | All in Time                    | Rachel         |              |
| 2015 | The Rumperbutts                | Ashlee         |              |
| 2016 | Serialitze                     | Hannah         |              |

### Televisió
| Any          | Títol                 | Rol                                | Notes                                                           |
| ------------ | --------------------- | ---------------------------------- | --------------------------------------------------------------- |
| 2008–09      | The Battery's Down    | Vanessa                            | "Ro Ro Ro Your Boat", "The Bronx Is Up", "The Party's Over"     |
| 2009         | Bored to Death        | Claudia                            | "The Case of the Missing Screenplay"                            |
| 2009–10      | As the World Turns    | Teri Ciccone                       | Elenc principal                                                 |
| 2010         | Damages               | Tessa Marchetti                    | Paper recurrent                                                 |
| 2011         | White Collar          | Maggie 'Rocker' Sheldon            | Episodi: "What Happens in Burma"                                |
| 2011         | Nurse Jackie          | Mrs. Donovan                       | Episodi: "Have You Met Ms. Jones?"                              |
| 2011–12      | Suits                 | Jenny Griffith                     | Paper recurrent (8 episodis)                                    |
| 2012         | Girls                 | Heather Travis                     | Episodi: "The Return"                                           |
| 2012         | The Right Not to Know | Earthy Chick                       | Minisèrie                                                       |
| 2012–17      | Pretty Little Liars   | CeCe Drake / Charlotte DiLaurentis | Paper recurrent / Antagonista (30 episodis)                     |
| 2012         | Pretty Dirty Secrets  | CeCe Drake                         | Episodi: "A Reunion"                                            |
| 2013         | The Mentalist         | Caice Robbins                      | Episodi: "Red Lacquer Nail Polish"                              |
| 2013–present | Blue Bloods           | Oficial Eddie Janko                | Recurrent (temp. 4), principal (temp. 5–present) (130 episodis) |
| 2014         | My Day                | Ella mateixa                       |                                                                 |
| 2016         | Best-Selling Murder   | Hannah                             | Pel·lícula per a televisió                                      |